# The Beast
La bestia (también conocida como La bestia de la guerra) es una película estadounidense de género bélico dirigida por Kevin Reynolds en 1988. Situada en 1981 durante la Guerra de Afganistán (1978-1992), narra la historia de la tripulación de un tanque soviético que asola las tierras afganas y que acaba por perderse en territorio enemigo, lejos de su base siendo perseguido por enemigos.

## Argumento
Un grupo de tanques soviéticos T-54/55 blindados incursiona en tierras afganas y ataca a un poblado de combatientes muyahidines afganos, mientras regresan al poblado, los guerrilleros intentan defenderse del tanque con medios precarios, pero son eliminados ante el arrollador avance del carro de combate blindado. La crueldad de la guerra es personificada por el comandante de uno de los tanques, Daskal (el actor George Dzundza) esto se hace evidente cuando elimina a los prisioneros de guerra supervivientes y cuando pasa con su tanque por encima de un ciudadano afgano aplastándolo. Tras diezmar a la población afgana y envenenar un pozo de agua, los soviéticos se retiran por una hondonada que se bifurca en dos partes. El tanque número 351 que es donde viaja la tripulación que se extralimitó en la escaramuza que tuvo lugar en el poblado, se equivoca de camino eligiendo el brazo derecho de la bifurcación, y se meten por error en un estrecho valle en forma de curva que los conduce hacia un acantilado que les corta su vía de escape, y esto es aprovechado por sus enemigos los combatientes muyahidines afganos. La precaria situación del tanque es hábilmente advertida por la guerrilla afgana, la cual sigue a la trpulación y la acosa con sus escasos medios, contando solo con un lanzacohetes RPG-7. El fanatismo y perseverancia  de los guerrilleros logra atemorizar a la tripulación del tanque, quienes van envenenando pozos y dejando trampas cazabobos en el camino y de este modo eliminan algunos combatientes, pero los guerrilleros muyahidines sobrevivientes no se amilanan y siguen tras las huellas del tanque.
En el tanque, uno de los tripulantes, Konstantin Koverchenko (Jason Patric),  está asqueado por la naturaleza cruenta de su comandante Dakal y anota en su libreta todos los hechos que este provoca, por lo que la tensión emocional va creciendo entre ellos. Además los acompaña un dócil soldado aliado afgano llamado Samad (Erick Avari) que practica la religión del Islam, por lo que despierta sospechas en el comandante del tanque.
Al detenerse a repostar, el comandante le ordena inspeccionar un vado para cruzar un arroyo, y súbitamente ametralla por la espalda al soldado afgano al sospechar falsamente que es un traidor, y esto desata la fuerte reprobación del oficial Koverchenko, que amenaza con denunciar todas las ejecuciones extrajudiciales.
El comandante logra poner en contra de Koverchenko al resto de la tripulación, y estos lo abandonan como a un traidor y simpatizante de los guerrilleros, Kovarchenko es atado en un peñasco y es abandonado con una granada de mano sin seguro en la nuca, que al menor movimiento explotará, mientras tanto, el tanque sigue su camino. Mientras está atado, Koverchenko es atacado por una manada de perros cimarrones, pero la granada de mano cae rodando por el peñasco, detona, ahuyenta a los perros asilvestrados, y salva a Kovarchenko de ser devorado vivo, la explosión atrae a los guerrilleros liderados por Khan Taj (Steven Bauer) quienes llegan más tarde acompañados de sus mujeres, estos pretenden ajusticiarlo, pero Koverchenko pide misericordia y de acuerdo al código de honor pashtunwali, el código de honor afgano, quien pide derecho de asilo (nanawaté) y debe ser respetado. Así ocurre, Khan Taj lo salva aún en contra de los deseos de las mujeres quienes quieren lapidarlo. Koverchenko, con sus ideales confundidos se torna un soldado rebelde al ver que los ideales de sus enemigos siguen una conducta honorable, y se suma en la persecución junto con los guerrilleros Muyahidines, ayudando a ubicar al tanque, y va conociendo sus costumbres, finalmente es aceptado como uno más del grupo que persigue al tanque, ya que ahora está en contra de sus compatriotas. El tanque llega al final del camino, un acantilado que le impide tomar el camino de regreso a la base, a lo lejos se divisa una carretera que conduce a su salvación, pero ante un precipicio que no puede superar, el tanque debe dar media y volver por donde ha venido, al hacerlo se encuentran que el agua del pozo que habían envenenado anteriormente, había matado a la tripulación de un helicóptero ruso de salvamento. Al retomar el camino se vuelven a internar por una hondonada, y ahí son atacados por los guerrilleros, entre los que se encuentra el oficial Koverchenko. Un ataque con un lanzacohetes RPG-7 falla, y el tanque logra meterse en el paso de montaña. Sin embargo, un alud de rocas provocado con dinamita detiene el tanque y allí los ocupantes son capturados. Un grupo de mujeres fanáticas de los guerrilleros asesinan brutalmente al comandante Dakal por apedreamiento, lapidándolo.
Los dos tripulantes sobrevivientes se salvan solo porque Koverchenko invoca el nanawate, solicitando misericordia para ellos y estos logran marcharse a pie. Pero el brutal asesinato del comandante del tanque impresiona a Koverchenko, y este sufre una desilusión con respecto a sus nuevos compañeros rebeldes y duda de sus ideales. Al poco de terminar estos incidentes, un helicóptero soviético llega a la hondonada, y a pesar de la amable invitación de los rebeldes afganos para quedarse con ellos, Koverchenko decide subir a bordo del helicóptero soviético y regresar de nuevo a la base para reunirse con sus antiguos camaradas.